# 와디알샤티주

알디알샤티 주

와디알샤티주(아랍어: وادي الشاطئ)는 리비아 중서부에 위치한 주(州)로, 주도는 비라크이며 면적은 97,160km2, 인구는 78,532명(2006년 기준)이다. 주의 대부분은 사막이다.